# Didak Josef z Cádizu
Blahoslavený Didak Josef z Cádizu (též Didak de Gadibus López-Caamano, 30. března 1743, Cádiz – 24. března 1801, Ronda) byl španělský římskokatolický kněz Řádu menších bratří kapucínů, kazatel a spisovatel.

## Život
Narodil se 30. března 1743 v Cádizu, jako José Francisco López-Caamaño y García Pérez. Byl synem Joséa Lópeze Caamana a Garcii Pérez de Rendón de Burgos. Když mu bylo 9 let ztratil svou matku. V Grazalemě začal studovat gramatiku, kam odešel žít se svým otcem a až 12 let studoval logiku a metafyziku v klášteře otců dominikánů v Rondě. Roku 1757 vstoupil do noviciátů otců kapucínů v Seville a 31. března 1759 složil své věčné sliby.
Po ukončení filosoficko-teologických studií v Carmoně byl roku 1766 vysvěcen na kněze. Svou kněžskou službu začal v Ubrique a následně v různých obcích Španělska a Portugalska. Vystupoval proti příznivcům velké francouzské revoluce. Stal se znalcem v diecézích Sevilla, Toledo a Valencie. Z Univerzity v Osmě získal titul Čestný doktorát.
Vyznamenal se jako kazatel a nadřízení ho jmenovali apoštolským misionářem.
Rozšiřoval kult Nejsvětější Trojice, Panny Marie a Dobrého pastýře.
Zemřel 24. března 1801 v Rondě.
Byl nazýván svatým Janem Zlatoústým 18. století nebo vzkříšeným svatým Tomášem Akvinským či druhým svatým Pavlem.

## Proces blahořečení
Proces se započal 27. září 1826. Dne 10. února 1884 byl prohlášen za ctihodného. Blahořečen byl 22. dubna 1894.